# تصميم تجسيدي

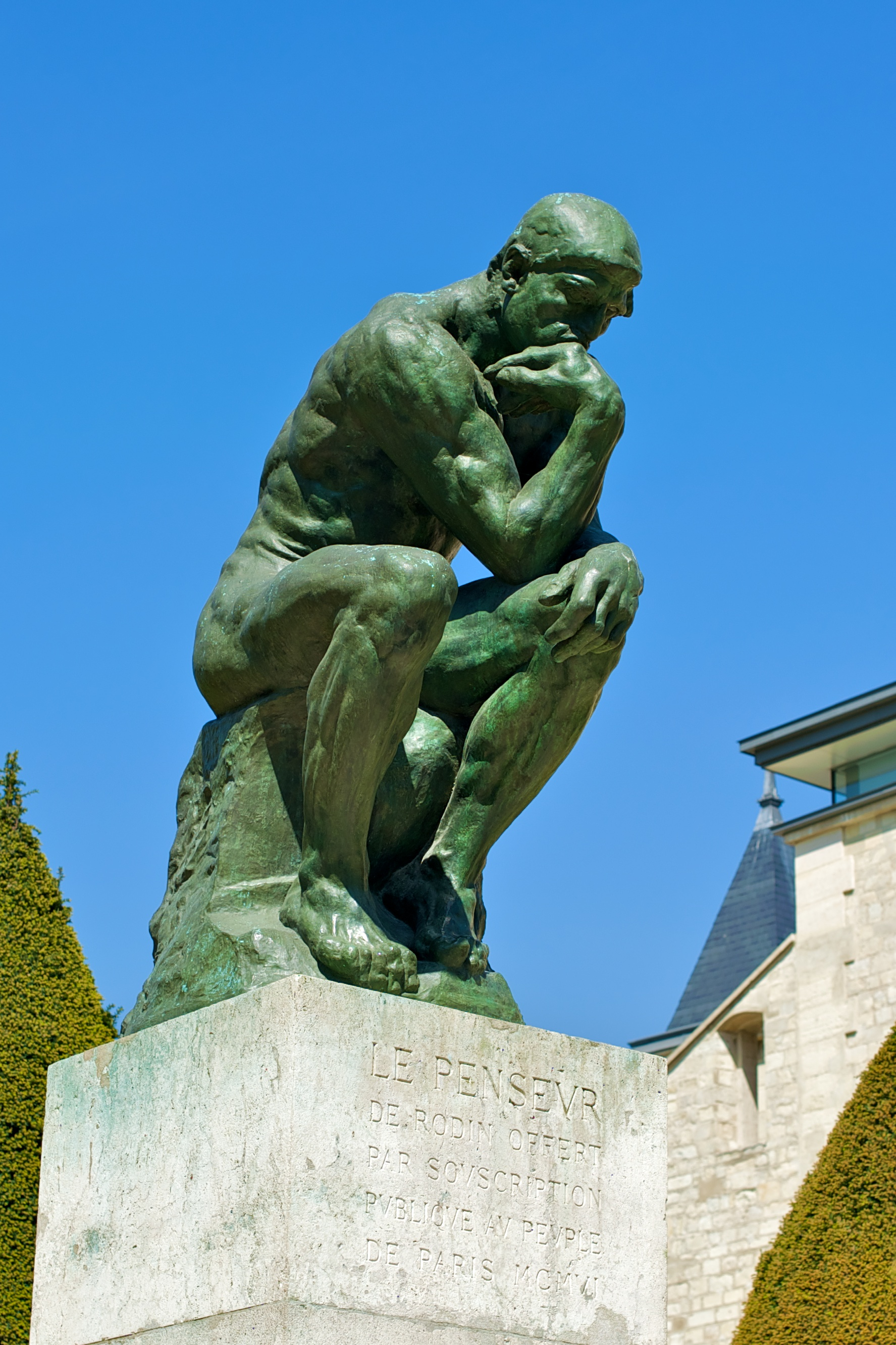
" ماجعل من (المُفكِّر) الذي صممته يفكر، هو أنه لا يفعل ذلك بعقله فحسب، وإنما بعقدة حاجبيه، وفتحتي أنفه المنتفختين، وشفتيه المزمومتين، وكل عضلة في ذراعه وظهره وساقيه، وبكفّيه الثابتتين وأصابع قدميه المتمسّكتين أيضًا " : أوقست رودين - ناحِت مجسم (الرجل المُفكّر).

تصميم تجسيدي يتأصل التصميم التجسيدي من المعرفة التجسيدية وهي التي تقرّ بأن حركات الجسد تساهم في عملية تطور التفكير والأفكار. يربط التصميم التجسيدي الرياضيات بالحياة من خلال دراسة تأثيرات الجسد على العقل، ويتعلم الباحثون في هذا الصدد كيفية تصميم مجسمات ونشاطات بهدف تعلمها، والتجسيد بشكل أوضح هو جانب تمييز الأنماط في جميع مجالات المساعي الإنسانية.
للتصميم التجسيدي دور فعال في تعليم الرياضيات يُمكّن المصممين من استخدامه كأداة لدراسة السلوك البشري و ابتكار تصاميم موجهه للمستخدمين. ويختبر التصميم معنى الأفكار المجردة لتحليل تفكير الطلاب وطريقة ربطهم للرياضيات بالمواد الأخرى فعلى سبيل المثال: ينظر الطلبة إلى العلاقات المتناسبة مع بعضهم البعض على أنها عمل فني.
يعتمد تعلم الاستراتيجيات المبنية على التصميم التجسيدي على الحركة والخيال، فتساعد الأنشطة الحركية على سرعة تعلم المفهوم الرياضي لدى الطلاب، وتتحسن ذاكرتهم الدراسية عندما يتلقون تعليمهم عقليًا وحركيًا.
أقتُرِحت التطورات النظرية الحديثة كنظرية * تجسيد التحميل اللإدراكي* بهدف ملاحظة التقدم المُفترض الذي يجب أن يصاحب طريقة التعلم دون الاكتفاء بالمصادر الإدراكية وحدها. ويُذكر أن التصميم التجسيدي يعتمد كثيرا على طريقة المحاولة والخطأ التعليمية.
أما المعرفة التجسيدية فهي أداة يستخدمها المصممون لدراسة سلوك الإنسان العادي والغير متوقع بهدف إنشاء تصاميم تتمحور حول الإنسان. ويضع التصميم التجسيدي نقاطًا هادفة للمعلمين تحديدًا عندما يعدون لطلابهم الخطط الدراسية والمناهج والنشاطات والدروس.
تعد الممارسات اليدوية جانبا من جوانب التصميم التجسيدي للتعلم فتسمح للطلاب بإستكشاف المفاهيم الرياضية باستخدام أشياء ملموسة مما يجعلهم يربطون بين الإستكشافات والأفكار التجريدية. وتساعد الممارسات اليدوية بشكل أساسي على توضيح أساسيات الرياضيات الحديثة في حين يستخدم المعلمون المجسمات لعرض ملخصات المواضيع الدراسية في المدارس والجامعات وغيرها. وتكمن مهمة التصميم التجسيدي في رفع نسبة استخدام طريقة الممارسات اليدوية لتسهيل استيعاب مادة الرياضيات المعقدة للطالب الجامعي.
ومن سلبيات الممارسة اليدوية هي أنه يصعب لدى بعض الطلاب الربط بينها وبين الرموز والمفاهيم الرياضية.وعلى الرغم من ذلك فهي تطور خاصية الفهم العميق لمعلوماتهم فيحتاجون ليربطوها جيدا بالرياضيات من أجل لمساعدة في وصل معرفتهم اليدوية تلك بالمعادلات الجبرية بشكل صحيح.
على الرغم من وجود نظرية تجسيد التحميل الإدراكي، فإن ذلك لايمنع من أن النظرية ذاتها والتي تشدد على تكثيف التعلم عن طريق التصميم تقترح أيضًا إضفاء تصميمات ذات مستويات أقل من الفاعلية لاستخدام التصاميم! وذلك لإبقاء التعلم الإدراكي ساريًا في المدارس والجامعات، وتعد مزايا التصميمات التفاعلية جليّةً، لذا تم اقتراح نظرية التجسيد العلمي المكثف للمساعدة في التصميم التجسيدي. وفي هذا المثال التفاعلات الجسدية تساعد على التعلم إذا كانت القوى الإدراكية موزونة جيدًا بما يميزها كتصميم أحدهم لأي مجسم ما.
يوجد تطبيق آخر للتصميم التجسيدي في تعلم الرياضيات وهو تأثيره على حل المشكلات وتطور مهارات التفكير النقدي. يستخدم الطلاب الأجسام من خلال عملية حل المشكلات لزيادة الاستيعاب لديهم و سرعة الإدراك من خلال رؤيتهم للإيماءات الظاهرة على المجسمات، ويستخدم  القادرين على حل المشكلات تلك الايماءات لربط أفكارهم مع طريقة النحت المألوفة بالنسبة إليهم، ويُذكَر بأنه حتى تغيير تلك الأشكال في النحت يؤثرعلى كيفية ارتباط الطلاب بها واستخدامهم لها في حل المشكلات. وفي دراسة أجراها كل من:  فان جوغ و تين نابل و ديجكرز ثبت أن أشكال الأقراص البسيطة الملونة في التصاميم تحسن أداء الطلاب أكثر من الأشكال الأكثر تعقيدا كالنماذج الحيوانية  ورغم ذلك كله لكل مشكلة حل.
في التصميم التجسيدي لا يهم إيجاد الحلول الصحيحة في الرياضيات فحسب، بل يتطرق ذلك إلى معرفة العملية المستخدمة في إيجاد تلك الحلول. ويتم سؤال الطلاب عن كيفية نقلهم للمعلومات أو «الخطة التفصيلية» الخاصة بهم عند عثورهم على حل ما لمسألة رياضية. وقد جاءت النماذج الموضوعة لبعض الأسئلة المتعلقة بطريقة حل المشكلات موجهةً كالتالي:  ( ماذا تحتاج؟ ) و ( ماهي المشكلة التي تعيقك؟ ) و ( كيف حصلت على المعلومات؟ ) و ( كيف توصلت إلى هذه الخلاصة؟ ) و ( كيف تحسن خطواتك المستخدمة للوصول لأفضل خلاصة ممكنة؟ )، إن هذه النماذج التي  تُستخدم فيها طريقة المراوغة أو التلاعب باحترافية للإجابة عليها، تهدِف إلى حل المشكلات عبر التصميم التجسيدي من خلال إلهام حس  الطلاب الإبداعي وتنشيط الفضول لديهم مع  السماح لهم بربط أفكارهم الشخصية سعيا لحل المشكلة.
إذا قُدمت للطلاب مشكلة تتضمن مراوغة ملموسة في طريقة حلها فإن عملية تلقيهم للمعلومات تكون أكثر استجابة من غيرهم، فعلى سبيل المثال: عندما يعطى الطلاب أحجية مكعب روبيك تحتاج حلاً عاجلاً و يستعينون في حلها بنظام متسلسل من العمليات الحسابية والخطوات المرتبة، فإنهم يستجيبون بشكل أعمق وأن هذه العملية تتضمن عدة توجيهات وإرشادات و حيز كبير من الإدراك لديهم.